# Бовей (Міннесота)
Бовей (англ. Bovey) — місто (англ. city) в США, в окрузі Ітаска штату Міннесота. Населення — 829 осіб (2020).

## Географія
Бовей розташований за координатами 47°17′53″ пн. ш. 93°24′19″ зх. д. / 47.29806° пн. ш. 93.40528° зх. д. (47.298015, -93.405139).  За даними Бюро перепису населення США в 2010 році місто мало площу 5,95 км², з яких 5,92 км² — суходіл та 0,02 км² — водойми.

## Демографія
Згідно з переписом 2010 року, у місті мешкали 804 особи в 334 домогосподарствах у складі 200 родин. Густота населення становила 135 осіб/км².  Було 380 помешкань (64/км²).
Расовий склад населення:
| - 93,8 % — білих - 2,4 % — корінних американців - 0,4 % — азіатів - 0,2 % — чорних або афроамериканців |

До двох чи більше рас належало 3,2 %. Частка іспаномовних становила 2,4 % від усіх жителів.
За віковим діапазоном населення розподілялося таким чином: 25,5 % — особи молодші 18 років, 60,3 % — особи у віці 18—64 років, 14,2 % — особи у віці 65 років та старші. Медіана віку мешканця становила 33,5 року. На 100 осіб жіночої статі у місті припадало 109,4 чоловіків;  на 100 жінок у віці від 18 років та старших — 108,7 чоловіків також старших 18 років.
Середній дохід на одне домашнє господарство  становив 42 739 доларів США (медіана — 33 625), а середній дохід на одну сім'ю — 43 317 доларів (медіана — 40 268). Медіана доходів становила 41 471 долар для чоловіків та 30 625 доларів для жінок. За межею бідності перебувало 19,9 % осіб, у тому числі 39,5 % дітей у віці до 18 років та 2,3 % осіб у віці 65 років та старших.
Цивільне працевлаштоване населення становило 357 осіб. Основні галузі зайнятості: освіта, охорона здоров'я та соціальна допомога — 36,4 %, науковці, спеціалісти, менеджери — 12,6 %, виробництво — 12,3 %.